# RADIO1980
『RADIO1980』（レィディオ・ナインティー・エイティー）は、NHK-FM放送で毎年夏休みの時期と冬休み前、もしくは冬休み終了後の時期に限定放送されている音楽番組である。2013年8月12日放送開始。
毎回1980年代を代表する歌手や音楽家を日替わりでパーソナリティに迎え、彼らに当時のヒット曲とそれらにまつわるエピソードを80年代の時代背景を交えて語ってもらう。リスナーからのリクエスト曲や、放送時期に沿ったテーマでのメッセージを募集している。
なお2018年夏の放送は編成の都合上行われなかった。2018年冬の放送からは『RADIO1990』（レィディオ・ナインティー・ナインティー）と改題し1990年代にデビューした歌手や音楽家の出演に変わっている。さらに2021年夏の回からは、80年代・90年代デビューの縛りをなくし、『RADIO'80'90』（レィディオ・エイティー・ナインティー）となり、ミュージシャンだけでなく、お笑いタレントからもゲストMCが登場する回もある。

## 放送リスト

### 2013年夏
第1弾。

#### 放送日時（2013年夏）
2013年8月12日 - 8月16日 21:10 - 24:00

#### MC（2013年夏）
- 8月12日 大友康平（HOUND DOG）
- 8月13日 中村あゆみ
- 8月14日 渡辺美里
- 8月15日 甲斐よしひろ（甲斐バンド）
- 8月16日 八神純子

### 2014年夏
第2弾。この回からペアでのMC担当回が設定された。

#### 放送日時（2014年夏）
2014年8月18日 - 8月21日 21:10 - 24:00

#### MC（2014年夏）
- 8月18日 渡辺真知子
- 8月19日 甲斐よしひろ
- 8月20日 八神純子、岩崎宏美
- 8月21日 鈴木雅之、渡辺美里

### 2015年冬（1月）
第3弾。この回は『RADIO1980 WINTER』と題して放送。

#### 放送日時（2015年冬（1月））
2015年1月7日 - 1月10日 0:00 - 2:00 （タイムテーブル上は1月6日 - 1月9日）

#### MC（2015年冬（1月））
- 1月7日（6日深夜） 甲斐よしひろ
- 1月8日（7日深夜） 高橋ジョージ、中村あゆみ
- 1月9日（8日深夜） 鈴木康博、八神純子
- 1月10日（9日深夜） 谷山浩子

### 2015年夏
第4弾。

#### 放送日時（2015年夏）
2015年8月17日 - 8月21日 21:10 - 24:00

#### MC（2015年夏）
- 8月17日 大友康平
- 8月18日 太田裕美
- 8月19日 八神純子・岩崎宏美
- 8月20日 藤井フミヤ、藤井尚之 - 尚之はゲスト扱い。
- 8月21日 谷山浩子

### 2015年冬（12月）
第5弾。演歌界から坂本冬美が初出演した。

#### 放送日時（2015年冬（12月））
2015年12月14日 - 12月18日 21:10 - 22:55

#### MC（2015年冬（12月））
- 12月14日 中村あゆみ、坂本冬美
- 12月15日 石井竜也
- 12月16日 太川陽介、石川ひとみ
- 12月17日 太田裕美、谷山浩子
- 12月18日 岩崎宏美、八神純子

### 2016年夏
第6弾。

#### 放送日時（2016年夏）
2016年8月15日 - 8月19日 21:00 - 23:00

#### MC（2016年夏）
- 8月15日 世良公則
- 8月16日 太田裕美
- 8月17日 原田真二
- 8月18日 太川陽介、森口博子
- 8月19日 藤井フミヤ

### 2016年冬
第7弾。

#### 放送日時（2016年冬）
2016年12月12日 - 12月16日 21:10-22:55

#### MC（2016年冬）
- 12月12日 岩崎宏美、せんだみつお　ゲスト・国府弘子
- 12月13日 原田真二
- 12月14日 世良公則
- 12月15日 八神純子、杏里
- 12月16日 太田裕美、渡辺真知子

### 2017年夏
第8弾。

#### 放送日時（2017年夏）
2017年8月7日 - 8月10日 21:00-23:00

#### MC（2017年夏）
- 8月7日 太田裕美、遊佐未森　ゲスト・弓木英梨乃
- 8月8日 世良公則
- 8月9日 渡辺真知子、岸田敏志
- 8月10日 岩崎宏美、大橋純子　ゲスト・国府弘子

### 2017年冬
第9弾。

#### 放送日時（2017年冬）
2017年12月18日 - 12月22日 21:00-23:00

#### MC（2017年冬）
- 12月18日 稲垣潤一
- 12月19日 太田裕美、八神純子
- 12月20日 辛島美登里
- 12月21日 小比類巻かほる
- 12月22日 平松愛理

### 2018年冬
今回は『RADIO1990』に改題し、1990年代デビューの歌手らが担当する。

#### 放送日時（2018年冬）
2018年12月25日 - 12月29日 0:00-1:00(タイムテーブル上は12月24日 - 12月28日)

#### MC（2018年冬）
- 12月25日（24日深夜） 大黒摩季
- 12月26日（25日深夜） 清春
- 12月27日（26日深夜） 相川七瀬
- 12月28日（27日深夜） 森友嵐士(T-BOLAN)
- 12月29日（28日深夜） 古内東子

### 2019年夏
同様に『RADIO1990』に改題しての第2弾。2年ぶりに夏の放送が復活した。

#### 放送日時（2019年夏）
2019年8月26日 - 8月30日 18:00-18:50

#### MC（2019年夏）
- 8月26日 小柳ゆき
- 8月27日 堂珍嘉邦（CHEMISTRY）
- 8月28日 大黒摩季
- 8月29日 岡本真夜、相川七瀬
- 8月30日 鈴木亜美

### 2019-2020年冬
『RADIO1990』に改題しての第3弾。今回は初回放送をAMのラジオ第1放送に移して、初の年跨ぎで展開する。また後日の再放送が行われるようになり、初回の再放送に加え、適宜祝日編成や大規模なスポーツ中継の都合などの穴埋めとして過去回の再放送が実施されている。

#### 放送日時（2019-2020年冬）
- 初回生放送:2019年12月28日 - 2020年1月2日（12月31日のみNHK紅白歌合戦放送のため休止） 22:05 - 22:55 ラジオ第1放送
- 再放送:2020年1月1日 - 1月5日 11:00 - 11:50 FM放送

#### MC（2019-2020年冬）
（放送日は左がラジオ第1/右がFM）
- 12月28日/1月1日 大黒摩季、小柳ゆき
- 12月29日/1月2日 ブラザー・トム
- 12月30日/1月3日 橘（榊）いずみ　電話ゲスト・久宝留理子
- 1月1日/1月4日 ファンキー加藤
- 1月2日/1月5日 堂珍嘉邦

### 2020年夏
『RADIO1990』に改題しての第4弾。生放送が再びFMに戻され、生放送当日にラジオ第1で再放送された。

#### 放送日時（2020年夏）
- 初回生放送:2020年8月17日 - 8月21日 10:00 - 11:00 FM放送
- 再放送:放送当日 16:05 - 16:55 ラジオ第1放送

#### MC（2020年夏）
- 8月17日 矢井田瞳（ラジオ第1は2020年甲子園高校野球交流試合中継につき放送なし）
- 8月18日 DJ KOO
- 8月19日 小柳ゆき
- 8月20日 ファンキー加藤
- 8月21日 大黒摩季・堂珍嘉邦

### 2020年冬
『RADIO1990』に改題しての第5弾。

#### 放送日時（2020年冬）
- 初回生放送:2020年12月27日 - 12月31日 11:00 - 11:50 FM放送
- 再放送:2021年1月4日 - 1月8日 16:05 - 16:55 ラジオ第1放送

#### MC（2020年冬）
（放送日は左がラジオ第1/右がFM）
- 12月27日/1月4日 渡瀬マキ、小柳ゆき
- 12月28日/1月5日 一青窈
- 12月29日/1月6日 岡平健治、狩野英孝
- 12月30日/1月7日 中島美嘉
- 12月31日/1月8日 DJ KOO、大黒摩季

### 2021年夏
『RADIO'80'90』に再改題。

#### 放送日時（2021年夏）
いづれもFM放送
- 初回生放送:2021年8月10日 - 8月14日（タイムテーブル上は8月9日 - 8月13日深夜） 0:00 - 0:50
- 再放送:2021年8月16日 - 8月20日 18:00 - 18:50

#### MC（2021年夏）
（放送日は左が生放送/右が再放送）
- 8月10日（9日深夜）/8月16日 今井美樹
- 8月11日（10日深夜）/8月17日 DJ KOO
- 8月12日（11日深夜）/8月18日 大黒摩季、EXIT
- 8月13日（12日深夜）/8月19日 中島美嘉
- 8月14日（13日深夜）/8月20日 藤井フミヤ

### 2021年冬
『RADIO'80'90』改題第2弾。

#### 放送日時（2021年冬）
いづれもFM放送
- 初回生放送:2021年12月27日 - 12月31日 10:00 - 10:50
- 再放送:2022年1月17日 - 1月21日 18:00 - 18:50

#### MC（2021年冬）
（放送日は左が生放送/右が再放送）
- 12月27日/1月17日 ISSA
- 12月28日/1月18日 大黒摩季、斎藤司（トレンディエンジェル）
- 12月29日/1月19日 小柳ゆき
- 12月30日/1月20日 石川優子
- 12月31日/1月21日 ファンキー加藤